# 垣本祐作
垣本祐作（かきもと ゆうさく、1985年5月31日 - ）は、日本の実業家。
在宅医療、訪問看護、訪問介護事業、訪問美容事業や障害者総合支援事業などを手掛けるグループ持株会社である株式会社ドットラインの代表取締役社長兼グループCEO。一般社団法人 全国介護事業者連盟 千葉県支部名誉顧問（初代千葉県支部長）、一般社団法人 全国介護事業者連盟 障害福祉部会 役員。

## 経歴
1985年、千葉県千葉市で出生し、幼少期は仮面ライダーやウルトラマンといった困っている人をすぐに助けてくれるヒーローに強い憧れをもって過ごす。後にこの強いヒーロー像が基となり、医療・看護・介護事業の企業への企業を決断することとなる。
千葉市立稲毛高等学校ではサッカー部に所属する中、父親の本棚にあった、司馬遼太郎が書いた小説『竜馬がゆく』や漫画『お～い竜馬』を読み、坂本龍馬の生き方に衝撃を受け坂本龍馬のように世の中を変えるヒーローになりたいという想いを抱く。この頃に資本主義経済の中核を担う経営者になると決意。その後大学受験のために通っていた予備校で「2025年問題」を知り、“ヒーロー”の感覚と日本の社会問題の解決がリンクして、社会福祉の分野に進もうと決意。日本の福祉問題や社会問題について学び、多くの書籍を読破し知識を積んでいった。
日本社会事業大学社会福祉学部に在籍している時、単身バックパッカーとしてアメリカ横断をしたり、漫才のM-1グランプリに出場したりなど、様々な経験を通して福祉分野に限らず総合的な経営について勉強や行動を起こしていく。大学卒業後は、パソナグループ 株式会社ベネフィットワン（東証一部上場）にて、法人営業部として勤務。法人営業をしていく中で、様々な企業と関わりを持ち起業に対する意欲が高まっていく。その後起業に際しては資金が必要と感じ、高収入である競艇選手になると決意し、3カ月の勉強期間で2％しかない合格率の難関を突破する。その後自分が低い合格率を短期間で突破したというノウハウをもとに、24歳の時に艇選手試験に合格するための予備校を設立する。インターネットマーケティングを用いて日本初となる競艇選手試験の予備校（艇学グループ）を開講。その後、順調に受講者を増やしていき、現在は全国に4校、競艇選手の約8割以上を輩出する予備校に成長した。競艇選手試験の予備校の成功を皮切りに、垣本は飲食店やネット通販、エステサロンやコンサルティング事業といった多様な業種の起業を行うが、祖母の死より人生を考え直し「人が本当に困った時に助けること」が自身のやりたかったことだと気づく。その後看護や介護、障害者支援の事業の起業する。紆余曲折してきた人生の点（ドット）が線（ライン）になった瞬間、これが社名の「ドットライン（DOTLINE）」の由来となっている。
2014年垣本が29歳の時に、訪問介護サービスと居宅介護支援サービスの『夢のまちケア』を開設。2017年、グループ会社として『株式会社ブリッジ』を設立し、障害者通所支援事業や保育園関連の拠点を開設。2018年に本社を千葉市富士見に移転し、コワーキングスペースである『MASHROOM』を開設し、イベントや会議室として使用できるようにイベントスペース事業を行う。2021年には千葉市美浜区のワールドビジネスガーデンへ本社を移転している。
企業理念は「幸せの循環創造」、千葉県千葉市にて「事業という手法を用いて地域が抱える問題の解決をする」ために事業展開しており、日本で最も地域シェアを拡大。さらに上記理念を元に、介護・看護・医療・障がい福祉・保育などの分野で地域のニーズに応えながら夢のまちを作る「夢のまちプロジェクト®」を展開している。
現在、垣本が代表取締役を務めている株式会社ドットラインは従業員2000人を超え、医療、障がい福祉、介護、保育、訪問美容の拠点が200か所以上の企業となっており、3年で7社をM&Aにて取得、拠点数はグループ合計で千葉県No1を獲得している。（2023年9月時点、東京商工リサーチ調べ。調査対象：千葉県に本社を有する社会福祉法人を除く株式会社）